# Karl Michael Ziehrer
Karl Michael Ziehrer (cũng có thể là Carl Michael Ziehrer) (1843-1916) là nhà soạn nhạc người Áo. Ông là một người chuyên soạn nhạc waltz và hành khúc. Ông là đối thủ của gia đình Strauss, đặc biệt là của Johann Strauss II và Eduard Strauss. Sau khi Johann II và Josef Strauss ra đi, Ziehrer đã làm lu mờ hình ảnh của gia đình danh tiếng này và đưa ra nhiều thách thứ hơn đối với Eduard.